# 加布里埃尔·瓦斯康塞洛斯·费雷拉
加布里埃尔·洛斯·费雷拉（Gabriel Vasconcelos Ferreira，1992年9月27日—），簡稱加布里埃尔，巴西职业足球运动员，司職守门员。他在2012年奧運會男子足球獲得銀牌。

## 球員生涯

### 俱樂部

#### AC米兰
2012年，AC米兰以50萬歐元購入加布里埃尔。2013年10月，艾歷尼讓加布里埃尔擔任對烏甸尼斯的正選門將，加布里埃尔協助AC米兰以1-0勝出。